# اریش کخ
اریش کخ (به آلمانی: Erich Koch) (زاده ۱۹ ژوئن ۱۸۹۶ – درگذشته ۱۲ نوامبر ۱۹۸۶) یک سیاستمدار آلمانی در دوره رایش سوم و از سال ۱۹۲۸ تا سال ۱۹۴۵ گولایتر پروس شرقی بود.